# Pawieł Kuprin
Pawieł Tichonowicz Kuprin (ros. Павел Тихонович Куприн, ur. 1908 we wsi Mochowo w guberni orłowskiej, zm. 11 listopada 1942 w jeziorze Ładoga) – funkcjonariusz NKWD, komisarz bezpieczeństwa państwowego III rangi.

## Życiorys
Od czerwca 1925 do września 1927 przewodniczący gminnego związku robotników rolnych w guberni orłowskiej, potem uczył się w gubernialnej szkole budownictwa radzieckiego i partyjnego w Orle, od 1929 w WKP(b). Sekretarz odpowiedzialny rejonowego komitetu Komsomołu, później sekretarz komitetu WKP(b) grupy sowchozów, kierownik wydziału organizacyjnego rejonowego komitetu WKP(b), zastępca sekretarza odpowiedzialnego rejonowego komitetu WKP(b) i instruktor odpowiedzialny wydziału zarządzania organami partyjnymi Komitetu Obwodowego WKP(b) w Kursku. Od stycznia 1937 funkcjonariusz Głównego Zarządu Bezpieczeństwa Państwowego, pomocnik szefa Oddziału I Wydziału IV Głównego Zarządu Bezpieczeństwa Państwowego, zastępca szefa Oddziału II Wydziału IV Zarządu I NKWD ZSRR, 13 kwietnia 1937 mianowany porucznikiem, a 5 listopada 1937 starszym porucznikiem bezpieczeństwa państwowego. Od 8 czerwca 1938 szef Oddziału VII Wydziału IV Zarządu I NKWD ZSRR, od 29 września do 2 grudnia 1938 szef Oddziału VII Wydziału II Zarządu I NKWD ZSRR, 2 grudnia 1938 mianowany kapitanem bezpieczeństwa państwowego. Od 2 grudnia 1938 szef Zarządu NKWD w obwodzie czytyjskim, od 2 listopada 1939 szef Zarządu NKWD Kraju Chabarowskiego, od 26 lutego do 18 lipca 1941 szef Zarządu NKGB obwodu leningradzkiego. Od 2 listopada 1939 starszy major, a od 19 lipca 1941 komisarz bezpieczeństwa państwowego III rangi. 
Od 19 lipca 1941 szef Wydziału Specjalnego NKWD Frontu Północnego, od 23 sierpnia 1941 szef Wydziału Specjalnego NKWD Frontu Leningradzkiego, od 2 maja 1942 szef Wydziału Specjalnego NKWD Moskiewskiego Okręgu Wojskowego, od 11 sierpnia 1942 szef Zarządu III NKWD ZSRR. Odznaczony Orderem Czerwonego Sztandaru (26 kwietnia 1940) i Odznaką "Zasłużony Funkcjonariusz NKWD" (2 lutego 1942).
W listopadzie 1942 koordynował działalność NKWD Karelo-Fińskiej SRR i Zarządów NKWD obwodów archangielskiego i wołogodzkiego oraz Wydziałów Specjalnych NKWD Frontów Wołchowskiego i Karelskiego w sprawie likwidacji niemieckich grup dywersyjno-wywiadowczych; w czasie lotu nad jeziorem Ładoga z Moskwy do Leningradu jego samolot został zestrzelony przez Niemców, wskutek czego Kuprin zginął.